# Robaia (okręg Vâlcea)
Robaia – wieś w Rumunii, w okręgu Vâlcea, w gminie Berislăvești. W 2011 roku liczyła 273 mieszkańców.